# Hermann Köpcke
Herrmann Ludwig Friedrich Heinrich Bernhard Köpcke (* 13. November 1903 in Brüel; † 28. September 1978 in Wismar) war ein deutscher Widerstandskämpfer gegen den Nationalsozialismus. Hans Köpcke war sein Bruder.

## Leben
Hermann Köpcke wuchs als Sohn eines Maurers in Brüel auf und besuchte die dortige Volksschule. Anschließend trat er in die Fußstapfen seines Vaters und erlernte an einer Gewerbeschule das Maurerhandwerk. 1922 ging er auf Wanderschaft. Er war im Baugewerksbund organisiert und trat 1922 der SPD bei, der er mit Unterbrechungen bis zum Verbot 1933 angehörte. Außerdem war er Mitglied des Reichsbanners. In den 1920ern war Köpcke in ganz Deutschland unterwegs und unterstützte währenddessen zahlreiche Organisationen, darunter auch die SAJ und die Jungsozialisten.
1933 wurde er Mitglied des Roten Stoßtrupps und weihte auch seinen jüngeren Bruder Hans Köpcke in die Arbeit ein. Er verteilte das illegale Material des Roten Stoßtrupps, daneben auch weitere sozialistische und kommunistische Untergrundblätter wie das Neue Vorwärts und Die Rote Fahne.
Köpcke wurde am 8. März 1934 zusammen mit seinem Verbindungsmann Alfred Böse in Berlin verhaftet. Am 29. Juni 1934 verurteilte ihn das Kammergericht Berlin zu einem Jahr Gefängnis, das er in Berlin-Tegel absaß. Nach seiner Entlassung stand er unter Polizeiaufsicht, was ihn jedoch nicht daran hinderte, weiter Flugblätter zu verteilen und Lesekreise zu organisieren.
Im Frühjahr 1943 wurde er zur Wehrmacht eingezogen und diente im Eisenbahnbataillon. Anfang 1945 desertierte er und begab sich in jugoslawische Kriegsgefangenschaft. Als Antifaschist wurde er als Vorzugshäftling behandelt. Ein Jahr blieb er nach Kriegsende in Jugoslawien. Er kehrte anschließend zurück nach Brüel, wo er der SED beitrat. In der DDR wurde er auch Arbeitsgebietleiter der FDJ. Daneben gehörte er dem FDGB und der Gesellschaft für Deutsch-Sowjetische Freundschaft an.
Anschließend wurde er Schulleiter an einer Kreisparteischule der SED. Dort soll er zwei Mädchen bedrängt haben. Die Vorfälle wurden aktenkundig, schadeten seiner Karriere jedoch nicht. Anschließend arbeitete er als Kreissekretär der Nationalen Front.
Von der DDR wurde er 1958 als Kämpfer gegen den Faschismus anerkannt und erhielt ein Jahr später die Verdienstmedaille der DDR.